# Hrabstwo Frederick (Maryland)

Piramida wieku hrabstwa

Hrabstwo Frederick (ang. Frederick County) to hrabstwo położone w północnej części amerykańskiego stanu Maryland. Hrabstwo zajmuje powierzchnię 1 728 km², z czego 1 717 km² to powierzchnia lądowa, co czyni je największym pod względem powierzchni lądowej hrabstwem w stanie. Według szacunków US Census Bureau w roku 2006 hrabstwo Frederick liczyło 222 938 mieszkańców. Siedzibą hrabstwa jest miasto Frederick.

## Historia
Hrabstwo zostało ustanowione w roku 1748 w wyniku reorganizacji hrabstw Prince George’s oraz Baltimore. Nazwa hrabstwa prawdopodobnie pochodzi od imienia Fredericka Calverta, szóstego i ostatniego lorda Baltimore i właściciela kolonii Maryland. W roku 1776 hrabstwo Frederick zostało znacznie zmniejszone, gdy wydzielone zostały z niego hrabstwa Montgomery oraz Washington.

## Geografia
Całkowita powierzchnia hrabstwa wynosi 1 728 km², z czego 1 717 km² stanowi powierzchnia lądowa, a 12 km² (0,0%) powierzchnia wodna.
W obrębie hrabstwa Frederick znajdują się dwa parki stanowe: Cunningham Falls oraz Gambrill, a także zarządzany przez National Park Service park Catoctin Mountain Park, na terenie którego znajduje się wypoczynkowy ośrodek prezydencki Camp David.

### Miasta
- Brunswick
- Burkittsville
- Emmitsburg
- Frederick
- Middletown
- Mount Airy
- Myersville
- New Market
- Thurmont
- Walkersville
- Woodsboro

### CDP
- Rosemont (wioska)
- Adamstown
- Bartonsville
- Ballenger Creek
- Braddock Heights
- Buckeystown
- Jefferson
- Libertytown
- Linganore
- Monrovia
- Point of Rocks
- Sabillasville
- Spring Ridge
- Urbana